# Imbabura (prowincja)
Prowincja Imbabura – jedna z 24 prowincji w Ekwadorze. Imbabura położona jest w północnej części państwa, graniczy od północy z prowincją Carchi, od wschodu z prowincją Sucumbíos, od południa z prowincją Pichincha oraz od zachodu z prowincją Esmeraldas.
Prowincja podzielona jest na 6 kantonów:
1. Ibarra
2. Otavalo
3. Antonio Ante
4. Pimampiro
5. Cotacachi
6. San Miguel de Urcuqui